# أحمد العتيبي
أحمد العتيبي لاعب كرة قدم سعودي .
لعب سابقاً في نادي النصر وصنع هدف سعد الحارثي في نهائي بطولة دمشق الدولية وحمل الرقم 9 في تلك البطولة و لعب بعدها مع نادي الفيحاء ونادي المجزل .